# Asociación de Deportes para Personas con Discapacidad de Islandia
La Asociación de Deportes para Personas con Discapacidad de Islandia es el comité paralímpico nacional que representa a Islandia. Esta organización es la responsable de las actividades deportivas paralímpicas en el país. Es miembro del Comité Paralímpico Internacional y del Comité Paralímpico Europeo.